# 田代拓也
田代 拓也（たしろ たくや、1987年8月27日 - ）は、日本の元男子バスケットボール選手である。ポジションはガードフォワード。奈良県出身。

## 来歴・人物
豊中市立第十中学校、東住吉工業高校から京都産業大学に進学。主将を務め、インカレにも出場。
卒業後の2010年、三菱電機に加入。
2014年、三菱電機を退団。2015年オフ引退。

## 経歴
- 東住吉工業高校 - 京都産業大学 - 三菱電機(2010年〜2014年)